# 22e cérémonie des Trophées du Film français
La 22e cérémonie des Trophées du Film français, organisée par le magazine Le Film français au Palais Brongniart à Paris le 12 février 2015, a récompensé les succès de l'année passée au cinéma et à la télévision.

## Palmarès
- Trophée des Trophées : Qu'est-ce qu'on a fait au Bon Dieu ? de Philippe de Chauveron
- Trophée du film français : Qu'est-ce qu'on a fait au Bon Dieu ? de Philippe de Chauveron
- Trophée d’honneur : Jean-Jacques Annaud pour l’ensemble de sa carrière
- Trophée de la personnalité de l'année : Alexandre Mallet-Guy, cofondateur de Memento Films (personnalité élue par les lecteurs du Film français)
- Trophée du public TF1 : La Famille Bélier d'Éric Lartigau (Élu par les internautes des sites du groupe TF1)
- Trophée de la première œuvre : Sous les jupes des filles d'Audrey Dana
- Trophée de la première œuvre animation : Minuscule : La Vallée des fourmis perdues de Thomas Szabo et Hélène Giraud
- Trophée Unifrance : Qu'est-ce qu'on a fait au Bon Dieu ? de Philippe de Chauveron
- Duo révélation cinéma réalisateur / producteur : Thomas Cailley et Pierre Guyard pour Les Combattants
- Duo cinéma réalisateur / producteur : Abderrahmane Sissako et Sylvie Pialat pour Timbuktu